# ونگرا، کریمنگر
ونگرا، کریمنگر (به انگلیسی: Vangara, Karimnagar) یک روستا در هند است که در آندرا پرادش واقع شده‌است.